# 甲基環己烷
甲基環己烷是一種屬於環烴類的有機化合物。其於化學工業中有重要用途，也是一些修正液的主要溶劑。

## 生產方法
使甲苯與氫氣在150℃、約11MPa的壓力下進行加成反應（持續5小時），可制得較純的甲基環己烷。
若要精製，可用濃硫酸、水和5%的氫氧化鈉溶液依次洗滌，再用脫水劑乾燥，最後進行蒸餾可獲得精製產品。

## 用途
甲基環己烷是重要的有機溶劑和萃取劑，可用作橡膠、塗料、清漆用溶劑（一些塗改液的溶劑也使用甲基環己烷），可用作油脂萃取劑等。
甲基環己烷可用於有機合成，作溶劑及分析試劑。除此之外甲基環己烷也可用作校正溫度計的標準物。
塗改液一般也是以甲基環己烷做為主要成分。

## 性質

### 化學性質

#### 毒性
甲基環己烷有毒，對眼部、皮膚以及呼吸道具有刺激性。

#### 可燃性
甲基環己烷屬於易燃液體，遇明火、温、氧化剂易燃；燃烧产生有刺激性氣味的烟雾；
與空氣混合遇明火、高溫易爆。

## 外部連結
- 甲基环己烷 （页面存档备份，存于） - Chemical Book
- 甲基环己烷 - 化學品文檔